# Amphichorema zotheculum
Amphichorema zotheculum là một loài Trichoptera thuộc họ Hydrobiosidae. Chúng phân bố ở vùng Tân nhiệt đới.
- Tư liệu liên quan tới Amphichorema zotheculum tại Wikimedia Commons